# Микетюк Василь Якович
Микетюк Василь Якович (11 травня 1896, Перерив, Коломийський повіт, Станиславівський округ, Королівство Галичини і Володимирії, Австро-Угорщина — 24 жовтня 1973, Лисиничі, Пустомитівський  район, Львівська область, УРСР) — лікар-стоматолог.

## Біографія
Наародився 11 травня 1896 року в с. Перерив на Коломийщині. Учасник Першої світової війни. Навчався в Українському Таємному університеті у Львові протягом 1921–23 років. Закінчив Карлів університет у Празі у 1926 році, де захистив докторську дисертацію «Іоанникій Галятовський та його „Небо Новое“»; навчався також на факультетах журналістики (1926–27) та стоматології, а з 1928 року в Берлінському університеті, в якому підготував докторську дисертацію «Нове у лікуванні актиномікозу», офіційний захист не відбувся).
У 1934 році нострифікував у Варшаві диплом і переїхав до Львова. Мав приватну практику у 1940–41 роках — асистував у Львівському медичному інституті. Організував і очолював зуболікарську та зуботехнічну школу. Заснував Наукове стоматологічне товариство, був його керівником. Із його ініціативи товариство звернулося до урядових установ із пропозицією створити у Львові стоматологічний інститут, завдяки чому 1958 року відкрито стоматологічний факультет у медичному інституті. Підготував перший український «Стоматологічний словник»